# دهستان خبر (شهربابک)
دهستان خبر نام دهستانی در بخش دهج شهرستان شهربابک، استان کرمان در ایران است. براساس سرشماری مرکز آمار ایران در سال 1395، جمعیت آن 4906نفر (1548خانوار) بوده‌است. دهستان خبر خوش آب و هوا بوده و دارای مراتعی غنی می باشد. و در بخش کوهستانی و دشتی خود گونه های جانوری بسیاری را جای داده است. از جمله مهمترین گونه های جانوری کوهستانی می توان به قوچ و میش اشاره کرد. و از گونه های دیگری که نویسنده این مطلب خود مشاهده نموده است شامل: گرگ، شغال، کبک، شاهین، عقاب، پرستو، روباه و ... می باشند.  بیت شعر یکی از شاعران این دهستان(احمد خبری) تصویر خوبی از کوه های آنجا را به دست می دهد: 
که خبرم خوبه و داره در و دشت 
برین کوه های زیبایش زنین گشت 
از این کوه های زیبا و بلندش 
که داره قوچ کوهی پازن مشت
«احمد خبری- 1401» 
همان شاعر در شعری دیگر می گویند: 
که خبر هم سرحده چون داره کوهسار
ببارد برف، گیاه در کوهه بسیار
اگر باران ببارد بر دیارش
که بلبل نغمه خوان بر گل زند زار
(احمد خبری- 1390)
و همان شاعر در خصوص آدرس خبر گفته اند: 
که خبرم توی استان گشته محدود
اگر خواهی نشانی را دهم خوب
شمالش کوه پیرسبز، شرقش ایوب
(احمد خبری- 1380)
در ادامه تصاویری از این دهستان زیبا ارائه شده است. 